# Gemeinsam mit Behinderten
Der Verein Gemeinsam mit Behinderten e. V. hat das Ziel, Menschen mit Behinderungen und ihre Angehörigen aus der Isolation zu helfen und sie in die Gesellschaft zu integrieren.

## Geschichte
Der Verein wurde am 21. Januar 1980 in Rodgau gegründet. Die Idee dazu kam aus der Kirchengemeinde St. Nikolaus unter Leitung von Pfarrer Wendelin Meissner, der KJG-Jügesheim und der Caritas. Zum Zeitpunkt der Gründung gab es etwa 50 Mitglieder, davon etwa 20 mit Behinderung. Im Jahr 2018 hat der Verein nahezu 650 Mitglieder, davon 157 mit Behinderung.
Anfängliche Aktivitäten des Vereins umfassten Sommer-, Herbst- sowie Silvesterfreizeiten in der vereinseigenen Heckelmannmühle.

## Heckelmannmühle
Die Heckelmannmühle ist ein altes Gebäude in Steinsberg bei Limburg/Diez, in dem zuvor Müller und Bäcker ihr Handwerk ausübten. Sie liegt naturnah und zählt zur Gemeinde Steinsberg/Diez. Die Mühle wurde vom Verein Gemeinsam mit Behinderten erworben und unter anderem von Schülern der Georg-Büchner-Schule behindertengerecht umgebaut. Es gibt Rollstuhlrampen, einen Aufzug und speziell ausgestattete Bäder. Im Jahr 2017 wurde die Heckelmannmühle vom Verein verkauft.

## Aktivitäten
Der Verein veranstaltet wöchentlich Gruppenstunden, jeden Freitag wurde im Heusenstammer Schwimmbad geschwommen mit anschließendem Aufenthalt in der „Zwitscherstubb“ in Weiskirchen. Zusätzlich wurden Ausflüge organisiert. Zu den Aktivitäten gehören Gruppenstunden, Schwimmen, Behindertensport, Freizeiten, therapeutisches Reiten, psychologische Betreuung, Frühstückstreffen, ein Stammtisch, ein Seminar für Geschwister von behinderten Kindern und Ausflüge.
Überregionale Aufmerksamkeit erreichte der Verein durch die alljährliche Veranstaltung des Großevents „24-Stunden-Lauf“ auf dem Sportgelände in Rodgau-Dudenhofen.
Die Veranstaltung, bei der es darum geht, durch eine sportliche Leistung Mitmenschen zu animieren und zu motivieren, für soziale Projekte zu spenden, hat sich seit 1983 für das zweite Wochenende im September etabliert. Gestartet wird das Ereignis samstags um 12:00 Uhr und wenn das Wetter es zulässt, am Sonntagmittag beendet.

## Behindertenwohnanlage „Emmanuel“
Am 31. August 2001 wurde durch Karl Kardinal Lehmann der Grundstein für die Behindertenwohnanlage „Emmanuel“ im Herzen von Rodgau-Jügesheim gelegt. Seitdem sind alle Zimmer im „Haus Emmanuel“ belegt. Geschäfte befinden sich im Untergeschoss.